# Золтан Фрідманскі
Золтан Фрідманскі (угор. Friedmanszky Zoltán; 22 жовтня 1934, Ормошбаняd Казінцбарцика, Боршод-Абауй-Земплен, Угорщина — 31 березня 2022) — угорський футболіст, що грав на позиції нападника, зокрема, за клуб «Ференцварош». По завершенні ігрової кар'єри — тренер.
Дворазовий Чемпіон Угорщини.

## Клубна кар'єра
Народився 22 жовтня 1934 року. Вихованець юнацьких команд футбольних клубів «Ормошбаня Баняш» і «Кішкунфеледьгаза Вашаш».
У дорослому футболі дебютував 1953 року виступами за команду «Галадаш», в якій провів чотири сезони.
1957 року перейшов до клубу «Ференцварош», за який відіграв 8 сезонів.  У складі «Ференцвароша» був одним з головних бомбардирів команди, маючи середню результативність на рівні 0,4 голу за гру першості. Завершив професійну кар'єру футболіста виступами за команду «Ференцварош» у 1965 році.

## Виступи за збірну
Був присутній в заявці збірної на чемпіонаті світу 1958 року у Швеції, але на поле не виходив.

## Кар'єра тренера
Розпочав тренерську кар'єру, повернувшись до футболу після невеликої перерви, 1971 року, очоливши тренерський штаб клубу «Матансас» з Куби.
Протягом тренерської кар'єри також очолював команду «Сольнок».
Наразі останнім місцем тренерської роботи був клуб «Ференцварош», головним тренером команди якого Золтан Фрідманскі був з 1978 по 1980 рік.

## Титули і досягнення
- Чемпіон Угорщини (2):

«Ференцварош»: 1963, 1964
- Найкращий бомбардир чемпіонату Угорщини: 1958 (16)